# Уэбстер (приход)
Уэ́бстер (англ. Webster Parish, фр. Paroisse de Webster) — приход штата Луизиана, США. Официально образован в 1871 году. По состоянию на 2010 год, численность населения составляла 41 207 человек.

## География
По данным Бюро переписи США, общая площадь прихода равняется 1 592,852 км2, из которых 1 535,872 км2 — суша, и 56,980 км2, или 3,500 %, — это водоёмы.

## Население
По данным переписи населения 2010 года на территории прихода проживает 52 903 жителя в составе 20 500 домашних хозяйств и 12 589 семей. Плотность населения составляет 27,00 человек на км2. На территории прихода насчитывается 18 991 жилое строение, при плотности застройки около 12,00-ти строений на км2. Расовый состав населения: белые — 65,51 %, афроамериканцы — 32,83 %, коренные американцы (индейцы) — 0,34 %, азиаты — 0,19 %, гавайцы — 0,04 %, представители других рас — 0,22 %, представители двух или более рас — 0,86 %. Испаноязычные составляли 0,90 % населения независимо от расы.
В составе 30,40 % из общего числа домашних хозяйств проживают дети в возрасте до 18 лет, 49,70 % домашних хозяйств представляют собой супружеские пары, проживающие вместе, 16,30 % домашних хозяйств представляют собой одиноких женщин без супруга, 29,90 % домашних хозяйств не имеют отношения к семьям, 27,00 % домашних хозяйств состоят из одного человека, 12,90 % домашних хозяйств состоят из престарелых (65 лет и старше), проживающих в одиночестве. Средний размер домашнего хозяйства составляет 2,48 человека, и средний размер семьи 2,99 человека.
Возрастной состав прихода: 25,60 % — моложе 18 лет, 8,60 % — от 18 до 24, 26,00 % — от 25 до 44, 23,60 % — от 45 до 64, и 16,30 % — от 65 и старше. Средний возраст жителя прихода — 38 лет. На каждые 100 женщин приходится 91,80 мужчин. На каждые 100 женщин старше 18 лет приходится 88,20 мужчин.
Средний доход на домохозяйство прихода составлял 28 408 USD, на семью — 35 119 USD. Среднестатистический заработок мужчины был 30 343 USD против 20 907 USD для женщины. Доход на душу населения составлял 15 203 USD. Около 15,30 % семей и 20,20 % общего населения находились ниже черты бедности, в том числе — 29,60 % молодёжи (тех, кому ещё не исполнилось 18 лет) и 16,10 % тех, кому было уже больше 65 лет.